# Ranchito Lagoon
Die Ranchito Lagoon (Four Mile Lagoon) ist eine Lagune im Corozal District von Belize. Die Lagune hat eine Fläche von ca. 165 ha.

## Geographie
Die Lagune liegt im Schwemmland des New River und ist nach Südwesten durch den Pembroke Hall Branch auch mit dem Fluss verbunden. Über den New River fließt das Wasser in die Bucht von Corozal und das Karibische Meer ab.
Die nächstgelegenen Orte sind San Joaquin im Westen, Calcutta und Carolina im Nordwesten, sowie Ranchito im Norden. Die Orte liegen in einigem Abstand von der Lagune und sind durch den Philip Goldson Highway miteinander verbunden.